# Thérèse Leduc
Thérèse Marie Adeline Leduc (* 25. Januar 1934 in Ventron; † 4. Oktober 1988 in Épinal) war eine französische Skirennläuferin.

## Biographie
Thérèse Leduc wurde als neuntes von zwölf Kinder im Skigebiet Frère-Joseph in Ventron in den Vogesen geboren. Ihre Schwestern Anne-Marie und Marguerite waren ebenfalls als Skirennläuferinnen aktiv.
In den späten 1950er Jahren gehörte Thérèse Leduc zu den besten französischen Skirennläuferinnen. So wurde sie in dieser Zeit insgesamt fünf Mal französische Meisterin, je zwei Titel gewann sie im Riesenslalom und im Slalom sowie einen Titel in der Alpinen Kombination.
1960 nahm sie zum ersten und einzigen Mal an Olympischen Winterspielen teil. Im Slalom verpasste sie als vierte nur knapp eine Medaille, auf die drittplatzierte Barbara Henneberger fehlten ihr nur acht Zehntelsekunden. In der nur als Weltmeisterschaft zählenden Kombination belegte sie Rang 5, auch dort fehlten ihr nur wenige Punkte auf Hennenberger.
Bei den Weltmeisterschaften 1962 lag Leduc nach Riesenslalom und Slalom in der Kombination auf Medaillenkurs, musste jedoch ihren Startplatz schließlich an Marielle Goitschel übergeben, welche schlussendlich Weltmeisterin wurde.
Nach dem Ende ihrer aktiven Laufbahn wurde sie mit dem Orden für Verdienste um das Sportwesen ausgezeichnet.

## Erfolge

### Olympische Winterspiele
- Squaw Valley 1960: 4. Slalom, 7. Riesenslalom, 14. Abfahrt

### Weltmeisterschaften
- Squaw Valley 1960: 5. Alpine Kombination
- Chamonix 1962: 12. Slalom, 14. Riesenslalom

### Französische Meisterschaften
- Französische Meisterin im Riesenslalom (1957, 1959)
- Französische Meisterin im Slalom (1955, 1957)
- Französische Meisterin in der Alpinen Kombination (1959)

### Weitere Erfolge
- Französische Sportlerin des Jahres (1957)
- Orden für Verdienste um das Sportwesen (1960)